# Marie-Claire Olivia
Marie-Claire Olivia, née  Marie-Louise Rosa Cuenin épouse Czarnecki, le 20 novembre 1931 à Genève et morte le 7 avril 2023 à Issy-les-Moulineaux, est une actrice suisse.
Elle est la comtesse du château de la petite Malmaison à Rueil-Malmaison. Son fils, propriétaire du château, est le comte Stefan Casimir Czarnecki. C'est ce château, que l'impératrice Joséphine a fait construire afin de se plonger dans sa passion pour la botanique. Julie Andrieu y cuisinera un potage d'orge perlé, avec le comte Stefan Czarnecki, lors de son émission Les carnets de Julie, à la table de L'impératrice Joséphine. En 2022, à la fin de l’émission et lors du banquet, Marie-Louise Cuenin, veuve du comte Stefan Czarnecki, rejoint les invités et s’assoie aux côtés de Julie Andrieu et déguste une gaufre. Julie Andrieu l’interroge : 
- Julie Andrieu : Marie-Louise, qu’est qui a amené votre mari à acheter ce château, cette maison ?
- Marie Louise Czarnecki : il  (le comte Stefan Czarnecki) avait en Pologne des grandes propriétés et il est tombé sur cette maison (la petite Malmaison) qui ressemblait à une maison qu’il possédait en Pologne.
- Julie Andrieu : propriété qu’il a perdu, à l’arrivée des russes, qui ont réquisitionné ses propriétés ?
- Marie Louise Czarnecki : oui. La famille détient ce château depuis 1949.

## Filmographie
- 1951 : Olivia de Jacqueline Audry : Olivia Dealey
- 1951 : L'Auberge rouge de Claude Autant-Lara : Mathilde Martin
- 1952 : La Maison dans la dune de Georges Lampin : Pascaline